# Anton Colve
Anton Colve (Brugge, einde 15e - onbekend, midden 16e eeuw), in de geleerde kringen bekend als Antonius Clava, was een zestiende-eeuws humanist.

## Levensloop
Anton Colve behoorde tot een voorname Brugse familie. Op aanraden van de drukker en humanist Jodocus Badius (1462-1535) en niettegenstaande de oorlogsomstandigheden, ging hij in Ferrara studeren. Hij verwierf een aanzienlijke eruditie en werd volgens zijn tijdgenoten een groot linguïst. Sanderus beschreef hem als 'trium linguarum callentissimus' of uiterst bedreven in de drie klassieke talen.
Hij bewoog zich in de kringen van de Brugse humanisten, zoals Jan Fevijn, Jacobus Meyerus, Cassander, Bonaventura Vulcanius en Juan Luis Vives. Ook buiten Brugge had hij vrienden. Zo correspondeerde hij onder meer met Desiderius Erasmus, die in zijn correspondentie de lof op Clava niet spaarde. 
Jurist van vorming, werd hij lid van de Raad van Vlaanderen. Dit deed hem, al dan niet bestendig, naar Gent verhuizen zodanig dat hij ook vaak als Gentse raadsheer wordt geciteerd.